# Gerhart-Hauptmann-Straße 46a (Magdeburg)

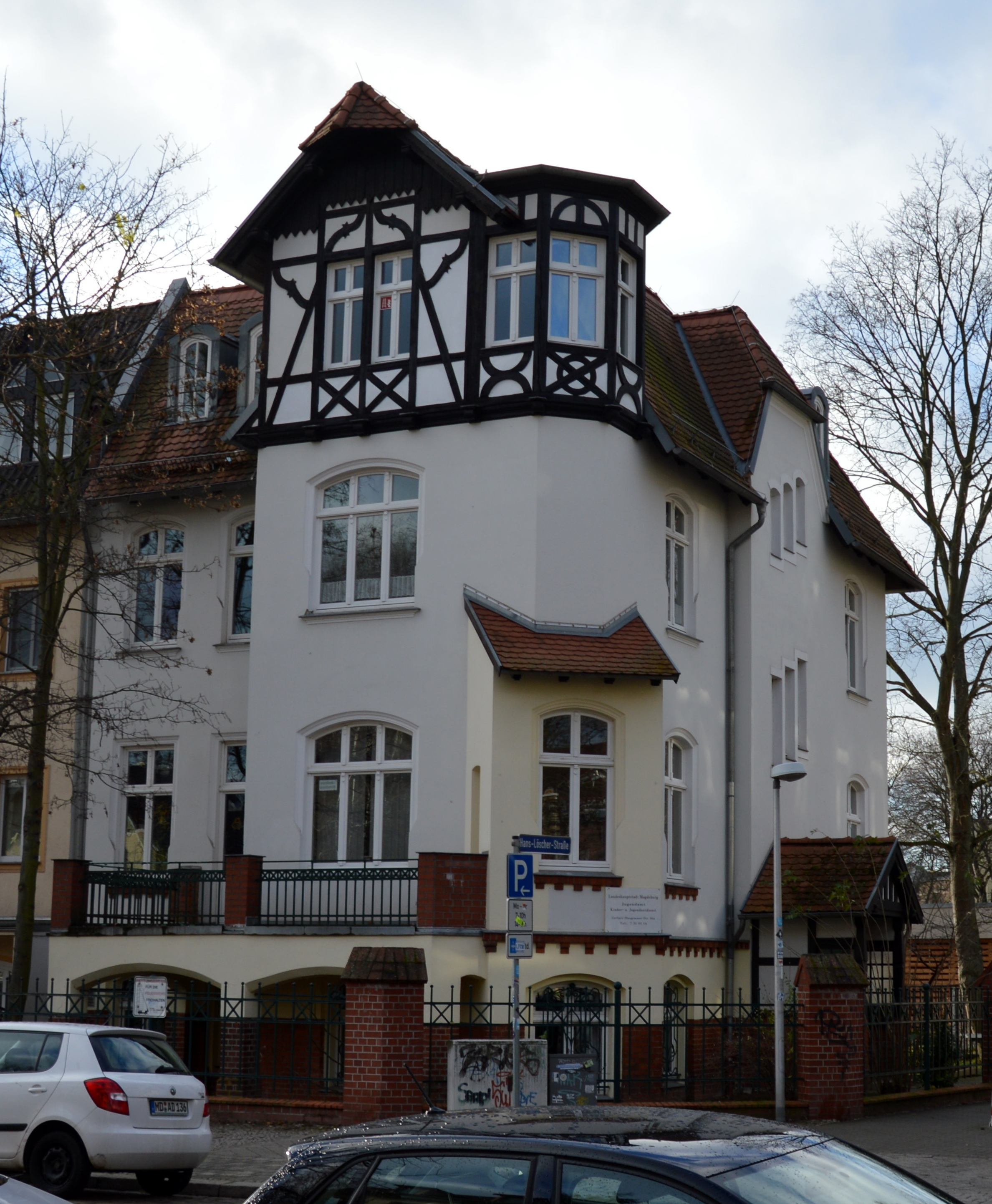
Haus Gerhart-Hauptmann-Straße 46a

Das Haus Gerhart-Hauptmann-Straße 46a ist ein denkmalgeschütztes Wohnhaus in Magdeburg in Sachsen-Anhalt.

## Lage
Es befindet sich im Magdeburger Stadtteil Stadtfeld Ost auf der Westseite der Gerhart-Hauptmann-Straße, in einer Ecklage unmittelbar südlich der Einmündung der Hans-Löscher-Straße.

## Architektur und Geschichte
Das zweieinhalbgeschossige Wohnhaus wurde in den Jahren 1902 und 1903 vom Maurermeister Franz Schulz nach Plänen des Architekten Alfred Schmelzer errichtet. Der repräsentative Bau entstand in Formen des Jugendstils. Zur Ecke hin besteht ein polygonaler Erker, der in seinem obersten Geschoss in Fachwerkbauweise ausgeführt ist. In einem ursprünglichen Entwurf war noch eine Bekrönung des Erkers mit einem Spitzhelm vorgesehen, der jedoch nicht umgesetzt wurde. Aus dem polygonalen Erker tritt zur Ecke hin ein Kastenerker hervor, der mit einem Pultdach versehen ist. Darüber hinaus treten Risalite aus der Fassade hervor. Der zur Ostseite ausgerichtete ist von einem Fachwerkgiebel bekrönt.
Auf dem Dach des Gebäudes bestand ursprünglich nur eine Dreiecksgaube. Etwa Anfang des 21. Jahrhunderts entstanden mehrere Gauben.
Im örtlichen Denkmalverzeichnis ist das Wohnhaus unter der Erfassungsnummer 094 76667 als Baudenkmal verzeichnet.
Das Gebäude wird als städtebaulich bedeutsam in Zusammenhang mit den erhaltenen Teilen des historischen Straßenzuges angesehen. Es ist Sitz des Kinder- und Jugendnotdienstes der Landeshauptstadt Magdeburg.